# Bredinge
Bredinge is een klein dorpje op het eiland Öland. Het ligt aan de Zweedse weg 136, ongeveer 3 km van de Kalmarsundkust, even ten noorden van Kastlösa. Het behoort bij de gemeente Mörbylånga.
Albrunna · Alby · Algutsrum · Alvlösa · Arontorp · Ås · Bläsinge · Bredinge · Bröttorp · Bårby · Degerhamn · Dörby · Eketorp · Eriksöre · Frösslunda · Färjestaden · Gettlinge · Glömminge · Gräsgård · Grönhögen · Gårdby · Gårdstorp · Hagby-Bläsinge · Hammarby · Hässleby · Hulterstad · Isgärde · Karlevi · Kastlösa · Kleva · Kråketorp · Lenstad · Lindby · Mellby · Mysinge · Mörbylilla · Mörbylånga · Norra Kvinneby · Norra Möckleby · Norra Näsby · Näsby · Össby · Ottenby · Resmo · Risinge · Runsbäck · Ryd · Rösslösa · Seby · Skogsby · Skärlöv · Smedby · Solberga · Stenåsa · Stora Frö · Sägerstad · Södra Möckleby · Torngård · Triberga · Ventlinge · Vickleby · Västerstad